# Finito de Córdoba
Juan Serrano Pineda dit « Finito de Córdoba », né le 6 octobre 1971 à Sabadell (Espagne, province de Barcelone), est un matador espagnol.

## Présentation
Petit-fils de mayoral, fils de vacher, il porte pour la première fois l'habit de lumières le 27 juin 1987 dans les arènes de Santiponce, (province de Séville), communauté autonome d’Andalousie, à 7 km de Séville. Puis il débute en novillada piquée le 25 mars 1989 à Marbella, (province de Malaga) en compagnie de Francisco José Ruiz « Espartaco Chico » et de Pepe Luis Martín. Ce jour-là, il coupe quatre oreilles et il devient dès lors la coqueluche des aficionados cordouans qui le suivent avec enthousiasme.

### Taureaux graciés par Finito de Córdoba

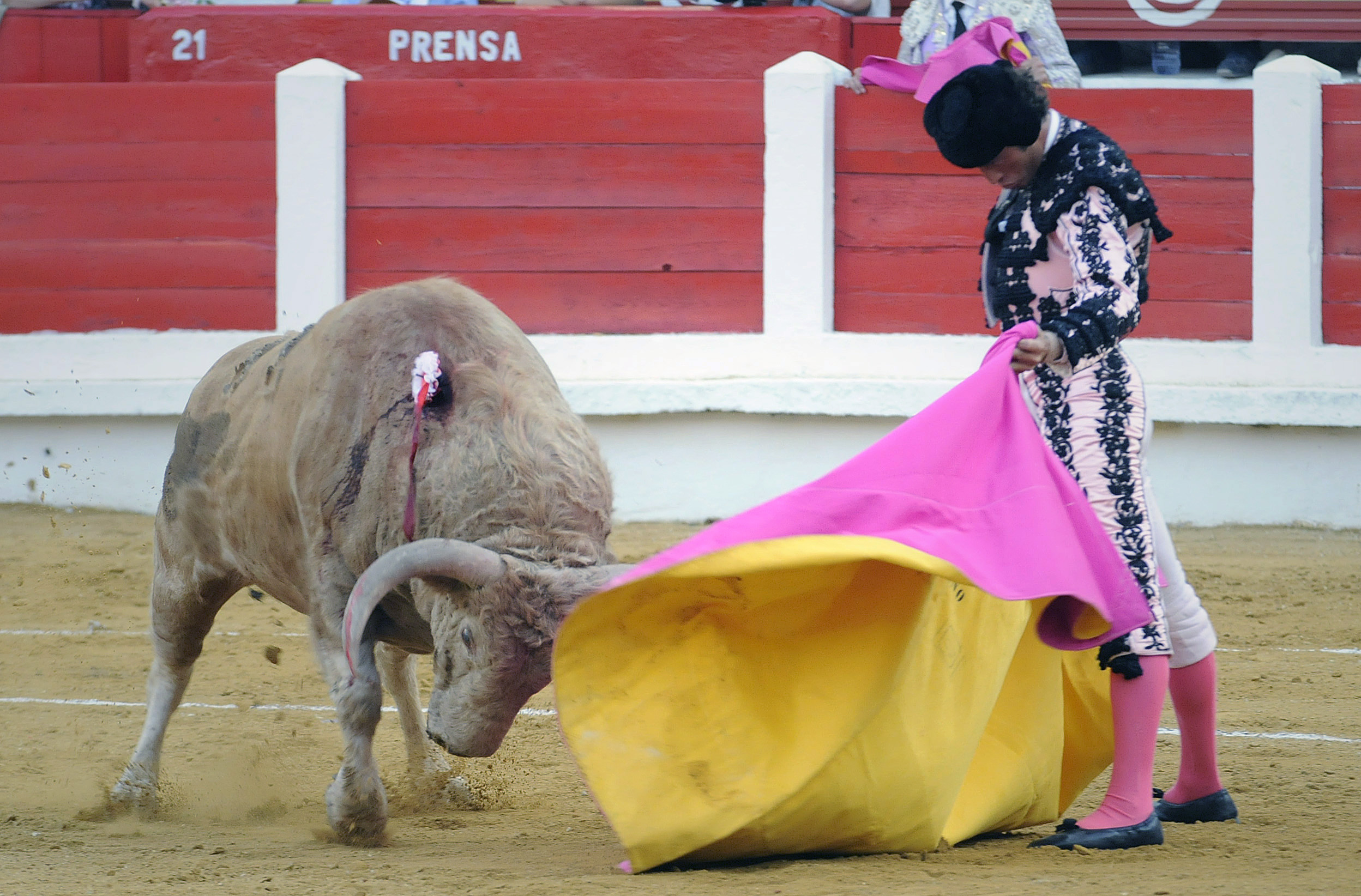
Finito de Córdoba lors de la feria de Mérida, en septembre 2008

Finito de Córdoba a gracié de nombreux toros lors de sa carrière tauromachique, plus de seize au total à fin 2008.
Le 28 mai 1994 à Cordoue, il gracie son premier toro « Tabernero » de la ganadería Gabriel Rojas.
Il gracie également le toro « Culito » de La Dehesilla y María José Pereda à Huelva le 28 février 2000, coupant deux oreilles et la queue symboliquement puis obtient à nouveau la grâce du toro « Consentido » de Rancho Grande à Mérida le 7 mars 2000.
Le 12 mars 2006 à Morón de la Frontera, indulto de « Generoso » de l'élevage Luis Algarra puis le 30 avril 2006 également indulto du toro « Turronero » à Mora de la ganaderia Hermanos Sampedro. Le 25 août de la même année à Almagro, il gracie « Sabueso » de Fuente Ymbro.
Entre 1998 et février 2003, sur les 48 toros adultes indultés, un seul l'a été dans une arène de première catégorie où le toro doit recevoir au minimum deux piques : il s'agit de « Zafiro » de l'élevage Torrealta combattu le 9 juillet 2000 à Barcelone par Finito de Cordoba.
Il obtiendra aussi l'indulto de deux toros en 1998, en 2001, en 2003, en 2007 et un toro en 2004 et 2008.

### Carrière
- Débuts en novillada sans picadors : Santiponce (Espagne, province de Séville) le 27 juin 1987 aux côtés de Luis de Pauloba et « Pallí ».
- Débuts en novillada avec picadors : Marbella (Espagne, province de Malaga) le 25 mars 1989 aux côtés de Espartaco Chico et Pepe Luis Martín. Novillos de la ganadería de Juan Pedro Domecq.
- Présentation à Madrid : 23 septembre 1990 aux côtés de Luis de Pauloba et Cristo González. Novillos de la ganadería de Jandilla.
- Alternative : Cordoue (Espagne) le 23 mai 1991. Parrain, Paco Ojeda ; témoin, Fernando Cepeda. Taureaux de la ganadería de Torrestrella.
- Confirmation d’alternative à Madrid : 13 mai 1993. Parrain, José Ortega Cano ; témoin, Manuel Caballero.
- Confirmation d’alternative à Mexico : 21 novembre 1993. Parrain, Miguel Espinosa « Armillita Chico » ; témoin, Manuel Mejía. Taureaux de la ganadería de San Martín.
- Premier de l’escalafón en 2001 avec 102 corridas. En 2002, il torée le même nombre de corridas[6].